# Illot de Langerhans
Els illots de Langerhans (pancreàtics), són uns cúmuls de cèl·lules que s'encarreguen de produir hormones com la insulina i el glucagó, amb funció netament endocrina. A més secreten immunoglobulina. Al pàncrees també té una funció exocrina, que realitza mitjançant les glàndules  pancreàtiques encarregades de secretar enzims cap al tub digestiu.

## Tipus de cèl·lules

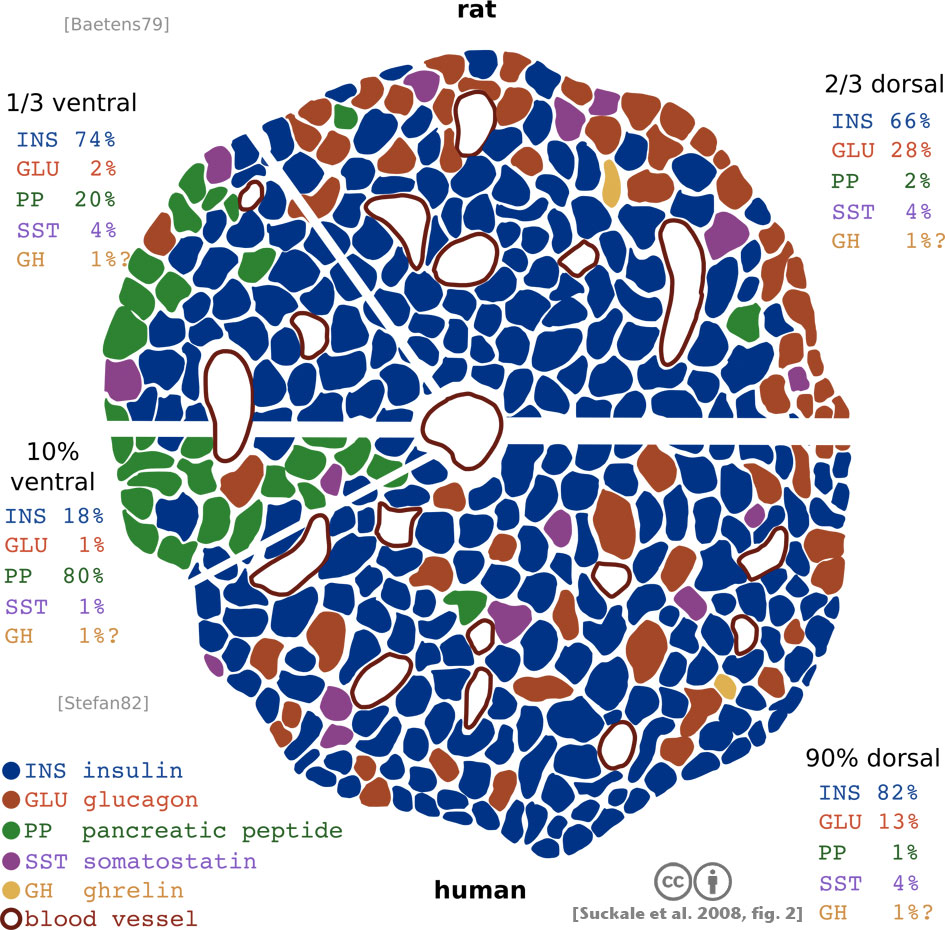
Composició esquemàtica cel·lular d'illots pancreàtics de rata i humà; mostra la fracció de pàncrees dorsal i ventral, així com la insulina, glucagó, PP (polipèptid pancreàtic), la somatostatina i les cèl·lules de la grelina

Les hormones produïdes en els illots de Langerhans són secretades directament al flux sanguini per (almenys) cinc tipus diferents de cèl·lules. En les rates, els subconjunts de cèl·lules endocrines dels illots es distribueixen de la manera següent:
- Les cèl·lules alfa, que produeixen glucagó (15-20% del total de les cèl·lules dels illots)
- Les cèl·lules beta, productores d'insulina i amilina (65-80%)
- Les cèl·lules delta, productores de somatostatina (3-10%)
- Les cèl·lules PP, productores de polipèptid pancreàtic (3-5%)
- Les cèl·lules Epsilon, productores de grelina (<1%)

S'ha reconegut que la citoarquitectura dels illots pancreàtics difereix entre les diferents espècies.
En particular, els illots de rosegadors es caracteritzen per una proporció més alta cèl·lules productores d'insulina en el nucli de l'agrupació, mentre que als humans, les cèl·lules alfa i beta es troben íntimament relacionades dins tota l'agrupació.
Els illots poden influir entre ells a través de comunicació paracrina i autocrina. Les cèl·lules beta estan unides elèctricament a altres cèl·lules beta, però no amb els altres tipus de cèl·lules.

## Retroalimentació paracrina
El sistema de retroalimentació paracrina dels illots té la següent estructura:
- Insulina: activa les cèl·lules beta i inhibeix les alfa
- Glucagó: activa les cèl·lules alfa, les quals activen a les beta i les delta
- Somatostatina: inhibeix tant les cèl·lules alfa com les beta

## Com a tractament per a la diabetis tipus 1
Com que les cèl·lules beta dels illots de Langerhans són destruïdes selectivament per un procés autoimmune en la diabetis de tipus 1, els investigadors estan treballant activament en l'estudi del trasplantament d'illots com un mitjà per restablir la funció fisiològica de les cèl·lules beta en pacients amb diabetis d'aquest tipus.
El trasplantament d'illots per a la diabetis de tipus 1 requereix actualment una potent immunosupressió per prevenir el rebuig dels illots dels donants.
Una font alternativa de cèl·lules beta contribuiria superar l'actual escassetat de donants d'òrgans per a trasplantament. En aquest sentit, la investigació en el camp de les cèl·lules mare adultes resulta molt important.